# Powiat bohorodczański (Galicja)
Powiat bohorodczański – dawny powiat kraju koronnego Królestwo Galicji i Lodomerii, istniejący w latach 1867–1918.
Siedzibą c.k. starostwa były Bohorodczany. Powierzchnia powiatu w 1879 roku wynosiła 9,4146 mil kw. (541,72 km²), a ludność 48 411 osób. Powiat liczył 39 osad, zorganizowanych w 37 gmin katastralnych.
Na terenie powiatu działały 2 sądy powiatowe – w Bohorodczanach i Sołotwinie.

## Starostowie powiatu
- Leon Podwiński (od 1867 do ok. 1871)[1][2][3][4][5][6]
- Aleksander Łukasiewicz (1879–1882)
- Kornel Strasser (m.in. w 1889[7], 1890)

## Komisarze rządowi
- Feliks Lewicki (1870–1871)
- Juliusz Majewski (1879)
- Zygmunt Lenczewski (1882)
- Wincenty Gąsiewicz (1890)

## Inni
- Mieczysław Hirschler – doktor medycyny, asystent sanitarny w 1887[8]